# Holänningskogen
Holänningskogen är ett naturreservat i Ånge kommun i Västernorrlands län.
Området är naturskyddat sedan 2016 och är 30 hektar stort. Reservatet ligger på en halvö i nordvästra Leringen  och består av brandpräglad barrblandskog med inslag av lövträd.